# Хоссейн, Сайед Махмуд
Сайед Махмуд Хоссейн (бенг. সৈয়দ মাহমুদ হোসেন; род. 31 декабря 1954, Нангалкот, Читтагонг) — государственный и политический деятель Бангладеш. Бывший председатель Верховного суда.

## Биография
Родился в 1954 году в семье Сайеда Мустафы Али, скончавшегося в 2018 году. Жил и учился в городе Комилла. В 1972 году окончил среднюю школу «Комилла-Зилла», а в 1976 году получил диплом бакалавра наук в колледже «Комилла-Виктория». В 1980 году получил степень бакалавра юридических наук в юридическом колледже Комиллы. Окончил шестимесячный курс молодых юристов Содружества наций в Школе восточноафриканских исследований и Институте перспективных юридических исследований Лондонского университета.
В 1981 году начал заниматься юридической практикой в окружном суде. Затем работал адвокатом в отделении Высокого суда в 1983 году. В 1999 году был назначен заместителем генерального прокурора. 22 февраля 2001 года был назначен дополнительным судьей отделения Высокого суда, а два года спустя, 22 февраля 2003 года получил постоянную должность в том же отделе. 23 февраля 2011 года был назначен судьей Апелляционной палаты. Дважды был председателем поисковой комиссии, сформированной для Избирательной комиссии.
Решительный сторонник Закона о цифровой безопасности. В приговоре, вынесенном 6 марта 2021 года, он указал, что не будет рассматривать вопрос об освобождении под залог людей, которые каким-либо образом запятнали имидж Бангладеш. Считает, что главным приоритетом является имидж страны. Сайед Махмуд Хоссейн ушёл на пенсию 30 декабря 2021 года.

## Примечание
1. 1 2 3 4  The Law Messenger (англ.): 22nd Honourable Chief Justice of Bangladesh — 2018. — Vol. IV.
2. ↑  Bangladesh appoints new chief justice after about three months of vacancy. Bdnews24.com. 2 февраля 2018. Архивировано 19 июля 2018. Дата обращения: 20 марта 2021.
3. 1 2 3  Justice Mahmud Hossain to be made new CJ. The Daily Star. 2 февраля 2018. Архивировано 25 декабря 2018. Дата обращения: 2 февраля 2018.
4. ↑  Justice Syed Mahmud Hossain made search committee chief. The Daily Observer. 25 января 2017. Архивировано из оригинала 25 декабря 2018. Дата обращения: 20 марта 2021.
5. ↑  Chief justice's father passes away. The Daily Star. 26 июня 2018. Архивировано 22 октября 2021. Дата обращения: 19 июля 2018.
6. ↑  New Chief Justices Syed Mahmud Hossain. Comillar Kagoj. Архивировано 7 февраля 2018. Дата обращения: 20 марта 2021.
7. ↑  নতুন প্রধান বিচারপতি হলেন সৈয়দ মাহমুদ হোসেন | প্রথম আলো. Дата обращения: 20 марта 2021. Архивировано 3 августа 2018 года.
8. ↑  শপথ নিলেন প্রধান বিচারপতি. Дата обращения: 20 марта 2021. Архивировано 15 августа 2018 года.
9. ↑  No bail if one tarnishes country’s image (англ.). The Daily Star (8 марта 2021). Дата обращения: 7 марта 2021. Архивировано 8 марта 2021 года.
10. ↑  CJ on DSA: Country’s image comes first. Dhaka Tribune (7 марта 2021). Дата обращения: 8 марта 2021. Архивировано 19 апреля 2021 года.
11. ↑  Country’s image to be given priority in DSA cases, CJ says (англ.). New Age | The Most Popular Outspoken English Daily in Bangladesh. Дата обращения: 8 марта 2021. Архивировано 8 марта 2021 года.
12. ↑  March 07, Staff Correspondent; PM, 2021 at 9:35. Country's image comes first, CJ warns accused (англ.). en.prothomalo.com. Дата обращения: 8 марта 2021. Архивировано 8 марта 2021 года.
13. ↑  Syed Mahmud Hossain takes oath as CJ. The Daily Star (англ.). 4 февраля 2018. Архивировано 23 октября 2021. Дата обращения: 19 июля 2018.